# Göran Hägglund
Göran Hägglund é um político sueco, do Partido Democrata Cristão.
Nasceu em Degerfors, na Suécia, em 1959. Foi líder do Partido Democrata Cristão de 2004 até 2015, tendo sido sucedido por Ebba Busch Thor. Foi deputado do Parlamento da Suécia (Riksdagen), no período 1991-2002. Foi Ministro da Saúde e Assuntos Sociais desde 2006 até 2014.